# 2000 (číslo)
Dva tisíce je přirozené číslo, jemuž předchází číslo tisíc devět set devadesát devět a předchází číslu dva tisíce jedna. Římskými číslicemi se zapisuje MM.

## Matematika
2000 je:
- Deficientní číslo, neboť součet všech jeho dělitelů je větší než ono samo (2581)
- Zajímavostí je, že číslo se v sedmičkové soustavě zapíše čtyřmi pětkami (55557, neboli 7³ × 5 + 7² × 5 + 71 × 5 + 70 × 5)

### Mocniny
- Druhá mocnina: {\displaystyle 2000^{2}=4000000}
- Třetí mocnina: {\displaystyle 2000^{3}=8000000000}
- Čtvrtá mocnina: {\displaystyle 2000^{4}=16000000000000}
- Pátá mocnina: {\displaystyle 2000^{5}=32000000000000000}

### Odmocniny
- Druhá odmocnina: {\displaystyle {\sqrt {2000}}\doteq 44,72135955}
- Třetí odmocnina: {\displaystyle {\sqrt[{3}]{2000}}\doteq 12,59921050}
- Čtvrtá odmocnina: {\displaystyle {\sqrt[{4}]{2000}}\doteq 6,68740305}
- Pátá odmocnina: {\displaystyle {\sqrt[{5}]{2000}}\doteq 4,57305052}[1]

## Astronomie
- (2000) Herschel je planetka hlavního pásu, kterou objevil v roce 1960 Joachim Schubart

## Příklady použití

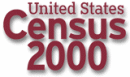
Logo sčítání lidu v USA v roce 2000

- Rok 2000, poslední rok druhého tisíciletí
- Období od 27. února 1761 př. n. l. do 26. února 1760 př. n. l. (gregor. kalendáře) bylo rokem 2000 dle židovského kalendáře[2]
- Přibližně pět a půl roku odpovídá 2000 dnům
- V roce 2022 se v Česku počtem obyvatel číslu 2000 nejvíce blížila obec Troubky s 2002 obyvateli[3]
- Přibližně 2000 metrů (2024 m n. m.) měří slovenská hora Chopok